# 三樽別川

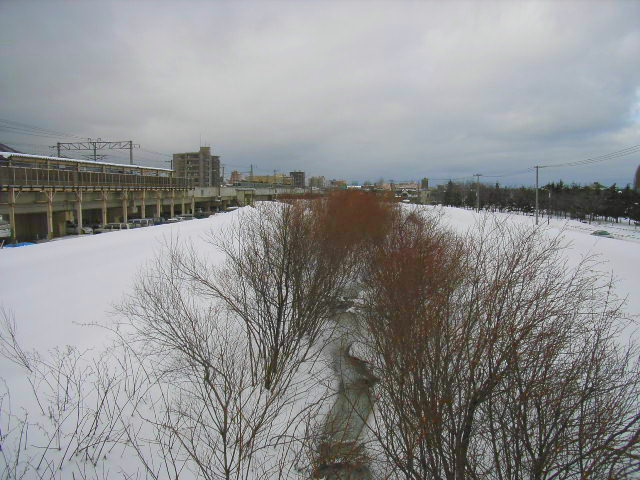
冬の三樽別川（2005年1月）

三樽別川（さんたるべつかわ）は、北海道札幌市手稲区を流れる新川水系中の川支流の二級河川である。長さは5～6kmあるが、うち二級河川としての指定区画は1.2kmである。
川の名の由来は、アイヌ語の「サンダラッケ」(荷縄を下ろすところ)から。

## 流路
北海道札幌市手稲区南西の手稲山山頂の北東に源を発し、おおよそ北東方向に流れる。丸山の北西で平地に出て、市街地を東に流れる。JR函館本線の稲積公園駅の北東側を線路に平行して約500メートル流れ、 手稲区前田1条で中の川に合流する。
手稲山に登る手稲山麓通は、途中までこの川に沿って走る。この道路そばの山裾に「かっこうの森キャンプ場」がある。そこから川上で手稲山麓通は西にそれ、上流沿いに道はない。

## 橋梁
- （橋） - 手稲山麓通
- （橋） - 手稲山麓通
- （橋） - 札樽自動車道
- （橋）
- 手稲山麓1号橋
- 富丘橋 - 高台通
- 官舎橋
- 三樽別橋 - 国道5号
- 富丘2条橋 - 二十四軒手稲通
- 三樽別2号橋
- 三樽別1号橋
- 三樽別公園橋
- 富丘1条橋
- 函館本線
- 富丘通こ線橋 - 富丘通、2005年12月26日開通。